# Dysdera aciculata
Dysdera aciculata är en spindelart som beskrevs av Simon 1882. Dysdera aciculata ingår i släktet Dysdera och familjen ringögonspindlar.
Artens utbredningsområde är Algeriet. Inga underarter finns listade i Catalogue of Life.